# Willy Breesch
Willy Felix Philemon Breesch (Sint-Truiden, 4 maart 1940) is een Belgisch voormalig bankier en bestuurder. Hij was onder meer voorzitter van het directiecomité van Cera en voorzitter van de raden van bestuur van de KBC Bankverzekeringsholding en KBC Bank.

## Levensloop
Willy Breesch promoveerde tot doctor in de rechten en licentiaat in de economische wetenschappen aan de Katholieke Universiteit Leuven. Zijn loopbaan startte in 1963 op het hoofdkantoor van Cera, waar hij diverse functies op zich nam. In 1980 werd hij lid en in 1994 in navolging van Willy Danckaert voorzitter van het directiecomité. In 1998 fuseerde Cera met ABB Verzekeringen en de Kredietbank tot de KBC Bankverzekeringsholding. Breesch werd voorzitter van de raad van bestuur van de KBC Bankverzekeringsholding en in 1999 in navolging van Paul De Keersmaeker tevens voorzitter van de raad van bestuur van de KBC Bank. In 2005 legde hij beide mandaten neer wegens het bereiken van de leeftijdsgrens. Jan Huyghebaert volgde hem op als voorzitter van de raad van bestuur van de KBC Groep, die in 2005 door de fusie van de KBC Bankverzekeringsholding en haar moedermaatschappij Almanij ontstond. Breesch was ook voorzitter van de Belgische Vereniging van Banken.
Hij vervulde ook bestuursmandaten bij onder meer Aquafin, Brussels Airport Company, MRBB, Omroepgebouw Flagey, het Instituut voor Bestuurders, het Verbond van Belgische Ondernemingen en het Vlaams Economisch Verbond.